# سولو سيكوا
جوزيف يوكوزونا فاتو (من مواليد 18 مارس 1993) هو مصارع أمريكي محترف. وهو موقّع حاليًا مع اتحاد WWE، حيث يؤدي عروضه على علامة سماكداون والمعرُوف حاليًا باسم سولو سيكوا. وهو عضو في البلودلاين وبطل NXT سابق لأمريكا الشمالية. فاتو هو عضو في عائلة الأنوي من مصارعين ساموا.

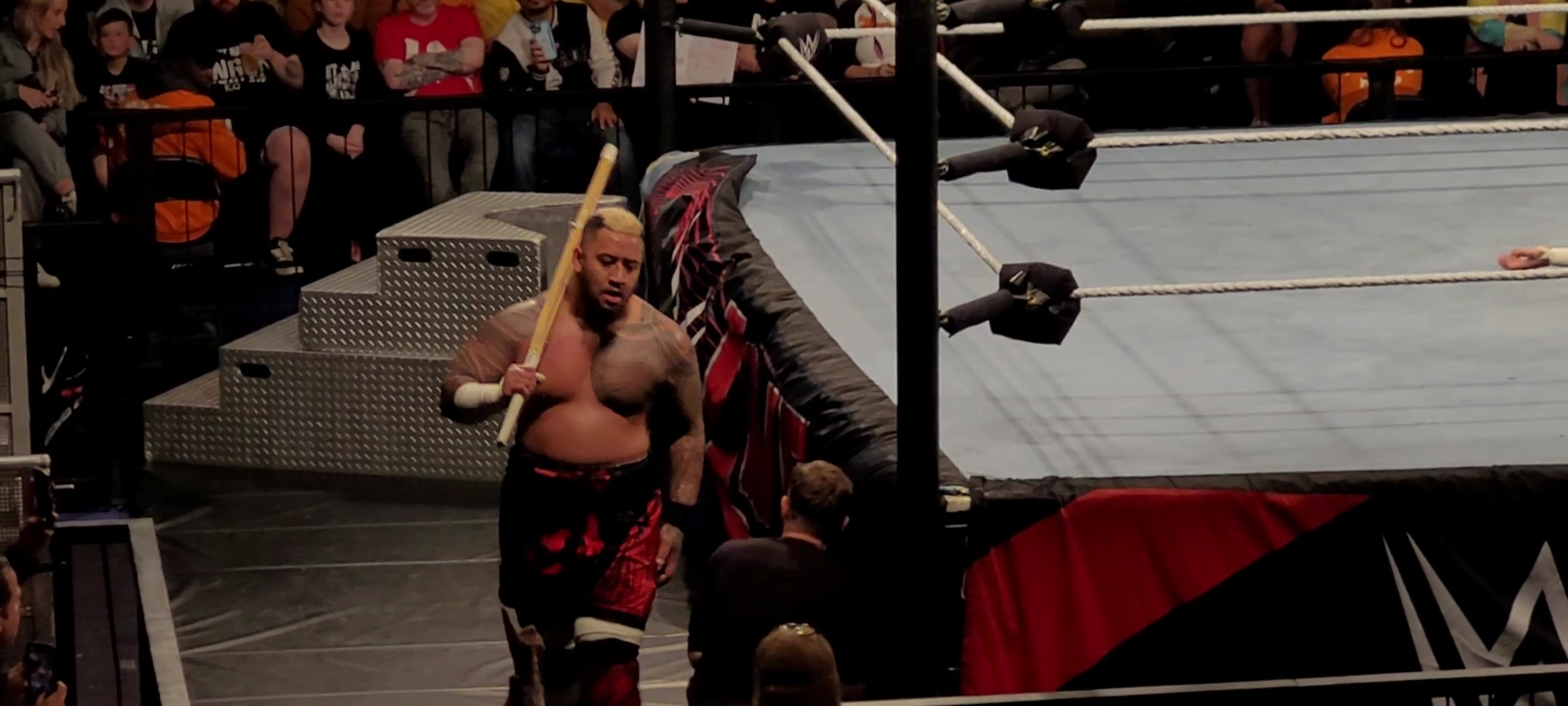
سيكوا في عام 2023

## روابط خارجية
- صفحة سولو سيكوا على دبليو دبليو إي.كوم
- سولو سيكوا على تويتر.
- [http://www.imdb.com/name/nm10103132/ جوزيف فاتو

] في قاعدة بيانات الأفلام على الإنترنت